# Alberto López Oliva
Alberto López Oliva (Ciudad de Guatemala, 10 de marzo de 1944) es un exfutbolista guatemalteco que jugó de defensa.
Jugó la totalidad de su carrera para el CSD Municipal de la Liga Nacional de Guatemala y fue parte del equipo que ganó la Copa de Campeones de la Concacaf de 1974. Marcó más de 42 goles en su carrera, un número relativamente alto para un lateral.
También miembro de la selección nacional de Guatemala, formó parte del equipo que ganó el Campeonato de Naciones de la Concacaf de 1967 y también compitió en dos campañas de clasificación para la Copa del Mundo y en los Juegos Olímpicos de México 1968.

## Trayectoria
Fue lateral derecho en defensa y destacado cobrador de falta, debutó profesionalmente en 1963 con el Municipal, único club al que representaría. Jugó de 1963 a 1980, y junto a jugadores como Benjamín Monterroso, Julio César Anderson y José Emilio Mitrovich, llevó al equipo a ganar títulos ligueros consecutivos en 1973 y 1974, la Copa Fraternidad Centroamericana de 1974 y 1977 y la Copa de Campeones 1974 pasando a jugar la Copa Interamericana contra CA Independiente de Argentina.

## Selección nacional
Se convirtió en titular de la selección de Guatemala a la edad de 21 años, y como tal jugó en el II Campeonato Concacaf en 1965, donde Guatemala fue sede y terminó en segundo lugar, y en la edición de 1967, se coronaron campeones sobre los favoritos México, a quien vencieron 1-0 en un reñido partido en su cumpleaños 23.
Durante la clasificación olímpica en 1968, después de que Guatemala venciera a Costa Rica 1-0 en el partido de ida de la serie, ayudó en los dos goles de una derrota 2-3 en el partido de vuelta en San José, que empató a ambos equipos en puntos y diferencia de goles; después de la prórroga, el equipo clasificado se decidió mediante un lanzamiento de moneda, con Guatemala ganando el derecho a participar en el Torneo Olímpico de México 1968, siendo titular en los cuatro partidos y anotó un gol en una victoria por 4-1 contra Tailandia y otra en la derrota por 1-2 contra Bulgaria.

### Participaciones en Juegos Olímpicos
| Mundial                  | Sede   | Resultado        |
| ------------------------ | ------ | ---------------- |
| Juegos Olímpicos de 1968 | México | Cuartos de final |

## Palmarés

### Títulos nacionales
| Título                    | Equipo    | País      | Año     |
| ------------------------- | --------- | --------- | ------- |
| Liga Nacional             | Municipal | Guatemala | 1963-64 |
| Liga Nacional             | Municipal | Guatemala | 1965-66 |
| Copa Nacional             | Municipal | Guatemala | 1967    |
| Copa Campeón de Campeones | Municipal | Guatemala | 1967    |
| Copa Nacional             | Municipal | Guatemala | 1969    |
| Liga Nacional             | Municipal | Guatemala | 1969-70 |
| Liga Nacional             | Municipal | Guatemala | 1973    |
| Liga Nacional             | Municipal | Guatemala | 1974    |
| Liga Nacional             | Municipal | Guatemala | 1976    |
| Copa Campeón de Campeones | Municipal | Guatemala | 1977    |

### Títulos internacionales
| Título                                | Equipo (*) | País      | Año  |
| ------------------------------------- | ---------- | --------- | ---- |
| Campeonato de Naciones de la Concacaf | Guatemala  | Honduras  | 1967 |
| Copa Fraternidad Centroamericana      | Municipal  | Guatemala | 1974 |
| Copa de Campeones de la Concacaf      | Municipal  | Guatemala | 1974 |
| Copa Fraternidad Centroamericana      | Municipal  | Guatemala | 1977 |

(*) Incluyendo la Selección.